# Orgères, Ille-et-Vilaine
Orgères är en kommun i departementet Ille-et-Vilaine i regionen Bretagne i nordvästra Frankrike. Kommunen ligger i kantonen Bruz som tillhör arrondissementet Rennes. År 2022 hade Orgères 5 602 invånare.

## Befolkningsutveckling
Antalet invånare i kommunen Orgères
Referens:INSEE